# Провоторов, Виталий Петрович
Виталий Петрович Провоторов (1926, Нижние Лубянки, Волоконовский район, Белгородская область — 2000) — советский партийный, хозяйственный и профсоюзный деятель. Директор киностудии «Ленфильм» (1978—1981), секретарь ВЦСПС (1981—1989).

## Биография
Родился в 1926 году в селе Нижние Лубянки Волоконовского района Белгородской области. В 1946 году окончил Воронежский техникум железнодорожного транспорта по специальности техник-электрик, в 1951 году — Ленинградский технологический институт пищевой промышленности по специальности инженер-механик. В 1950 году вступил в ВКП(б). В 1951—1952 годах работал инструктором промышленно-транспортного отдела Московского райкома ВКП(б) г. Ленинграда. В 1952—1955 годах служил в Военно-морском флоте.
В 1955—1958 годах работал инструктором, заведующим промышленно-транспортным отделом Московского райкома КПСС г. Ленинграда. В 1958—1960 годах — секретарь парткома ленинградского завода «Электросила» имени С. М. Кирова. В 1960—1963 годах — первый секретарь Московского райкома КПСС г. Ленинграда.
В 1963—1966 годах работал заместителем главного инженера Ленинградского электромашино-строительного объединения «Электросила» имени С. М. Кирова.
В 1966—1969 годах — заведующий отделом организационно-партийной работы Ленинградского горкома КПСС. В 1969—1971 годах — заведующий отделом организационно-партийной работы Ленинградского обкома КПСС.
В 1971—1978 годах — председатель Ленинградского областного совета профессиональных союзов.
В 1978—1981 годах работал директором киностудии «Ленфильм».
С июля 1981 по 1989 год — секретарь ВЦСПС.
Делегат XXII и XXV съездов КПСС. Депутат Верховного Совета РСФСР 8-го и 9-го созывов.
Умер в 2000 году.

## Сочинения
- Провоторов В. П. На уровень мировых стандартов. [Организация работы объединения «Электросила» им. С. М. Кирова]. Л., 1966. 39 с. с граф. 21 см.
- Провоторов В. П. Не только что, но и как. — Ленинград: Лениздат, 1968. — 126 с.; 20 см.
- Провоторов В. П. Партийная работа в условиях экономической реформы. (На материалах Ленинграда). М.: Знание, 1969. 45 с. (Новое в жизни, науке, технике. История и политика КПСС). 70 600 экз.
- Провоторов В. П. Профсоюзы в советском обществе: (Структура и функции): [Перевод] / Виталий Провоторов. — М.: Изд-во агентства печати «Новости», 1986. — 71,[1] с.; 17 см.
- Провоторов В. П. Социалистическое соревнование на рабочем месте. — Ленинград: Лениздат, 1974. — 85 с.; 14 см.
- Провоторов В. П. Профсоюзы школа воспитания. Из опыта работы профсоюзных организаций Ленинграда и Ленинградской области. — М.: Профиздат, 1977.